# Turkmenistan op de Olympische Zomerspelen 2020
Turkmenistan nam deel aan de Olympische Zomerspelen 2020 in Tokio, Japan.

## Medailleoverzicht
| Medaille | Naam           | Sport         | Onderdeel  | Datum   |
| -------- | -------------- | ------------- | ---------- | ------- |
| Zilver   | Polina Guryeva | Gewichtheffen | -59 kg (v) | 27 juli |

## Aantal atleten
| Sport         | Mannen | Vrouwen | Totaal |
| ------------- | ------ | ------- | ------ |
| Atletiek      | 1      | 0       | 1      |
| Gewichtheffen | 3      | 2       | 5      |
| Judo          | 0      | 1       | 1      |
| Zwemmen       | 1      | 1       | 2      |
| totaal        | 5      | 4       | 9      |

## Deelnemers en resultaten

### Atletiek
Mannen
Technische nummers
| atleet          | onderdeel      | kwalificaties | kwalificaties | finale         | finale         |
| atleet          | onderdeel      | afstand       | rang          | afstand        | rang           |
| --------------- | -------------- | ------------- | ------------- | -------------- | -------------- |
| Mergen Mämmedow | kogelslingeren | 67,53         | 30            | niet geplaatst | niet geplaatst |

### Gewichtheffen
Mannen
| atlete                | onderdeel | trekken | trekken | stoten | stoten | totaal | rang |
| atlete                | onderdeel | score   | rang    | score  | rang   | totaal | rang |
| --------------------- | --------- | ------- | ------- | ------ | ------ | ------ | ---- |
| Rejepbaý Rejepow      | -81 kg    | 164     | 3       | 198    | DNF    | DNF    | DNF  |
| Öwez Öwezow           | -109 kg   | 171     | 11      | 200    | 10     | 371    | 10   |
| Hojamuhammet Toýçyýew | +109 kg   | 184     | 4       | 230    | 6      | 414    | 4    |

Vrouwen
| atlete             | onderdeel | trekken | trekken | stoten | stoten | totaal | rang   |
| atlete             | onderdeel | score   | rang    | score  | rang   | totaal | rang   |
| ------------------ | --------- | ------- | ------- | ------ | ------ | ------ | ------ |
| Kristina Şermetowa | -55 kg    | 90      | 5       | 115    | 5      | 205    | 6      |
| Polina Guryeva     | -59 kg    | 96      | 2       | 121    | 2      | 217    | Zilver |

### Judo
Vrouwen
| atlete                | onderdeel | eerste ronde         | tweede ronde         | derde ronde          | kwartfinale          | halve finale         | herkansing           | finale / BM          | finale / BM    |
| atlete                | onderdeel | tegenstander uitslag | tegenstander uitslag | tegenstander uitslag | tegenstander uitslag | tegenstander uitslag | tegenstander uitslag | tegenstander uitslag | rang           |
| --------------------- | --------- | -------------------- | -------------------- | -------------------- | -------------------- | -------------------- | -------------------- | -------------------- | -------------- |
| Gulbadam Babamuratova | −52 kg    | n.v.t.               | Cohen V 000-101      | niet geplaatst       | niet geplaatst       | niet geplaatst       | niet geplaatst       | niet geplaatst       | niet geplaatst |

### Zwemmen
Mannen
| atleet        | onderdeel     | series  | series | halve finale   | halve finale   | finale         | finale         |
| atleet        | onderdeel     | tijd    | rang   | tijd           | rang           | tijd           | rang           |
| ------------- | ------------- | ------- | ------ | -------------- | -------------- | -------------- | -------------- |
| Merdan Ataýew | 100 m rugslag | 55,24   | 34     | niet geplaatst | niet geplaatst | niet geplaatst | niet geplaatst |
| Merdan Ataýew | 200 m rugslag | 2.03,68 | 29     | niet geplaatst | niet geplaatst | niet geplaatst | niet geplaatst |

Vrouwen
| atlete          | onderdeel        | series  | series | halve finale   | halve finale   | finale         | finale         |
| atlete          | onderdeel        | tijd    | rang   | tijd           | rang           | tijd           | rang           |
| --------------- | ---------------- | ------- | ------ | -------------- | -------------- | -------------- | -------------- |
| Darya Semyonova | 100 m schoolslag | 1.16,37 | 39     | niet geplaatst | niet geplaatst | niet geplaatst | niet geplaatst |